# 구강 대 구강 소생술
구강 대 구강 소생술(口腔對口腔蘇生)은 인공호흡의 한 형태로, 구조자가 자신의 입을 환자의 입에 대고 공기를 불어넣어 환자의 폐에 공기를 주입함으로써 호흡을 보조하거나 자극하는 행위이다. 인공호흡은 다양한 형태를 취하지만, 일반적으로 호흡을 하지 않거나 충분한 호흡 노력을 하지 못하는 사람에게 공기를 공급하는 것을 의미한다. 이는 심장이 뛰고 있는 환자에게 사용되거나 심폐소생술(CPR)의 일부로 내부 호흡을 달성하기 위해 사용된다.
폐 환기(따라서 외부 호흡)는 구조자가 환자의 폐에 직접 불어넣거나 기계 장치를 사용하여 폐를 수동으로 팽창시킴으로써 이루어진다. 이 주입 방법은 실베스터 방법과 같이 환자의 가슴이나 팔을 기계적으로 조작하는 방법보다 더 효과적인 것으로 입증되었다. 이는 또한 호기호흡 소생술(expired air resuscitation; EAR), 호기호흡 환기(expired air ventilation; EAV), 구조 호흡, 또는 일상적으로 생명의 키스(kiss of life)로 알려져 있다. 이 방법은 1950년에 생명 구조 수단으로 도입되었다.
구강 대 구강 소생술은 대부분의 심폐소생술(CPR) 프로토콜의 일부로, 응급처치를 위한 필수적인 기술이다. 일부 상황에서는 구강 대 구강 소생술이 별도로 수행되기도 하는데, 예를 들어 익사 직전의 상황이나 아편 과다 복용의 경우가 이에 해당한다. 구강 대 구강 소생술만을 단독으로 수행하는 것은 현재 대부분의 프로토콜에서 의료종사자로 제한되어 있으며, 일반 응급 처치자들은 환자가 충분히 호흡하지 않는 모든 경우에 완전한 CPR을 수행하도록 권고받고 있다.

## 역사
1773년, 영국의 의사 윌리엄 호스(1736년 ~ 1808년)는 표면적으로 익사한 것처럼 보이는 사람들을 소생시키는 인공호흡의 힘을 널리 알리기 시작했다. 1년 동안 그는 물에 빠진 후 적절한 시간 내에 구조된 시신을 가져오는 사람에게 자신의 주머니에서 보상금을 지급했다. 암스테르담에 머무는 동안 같은 주제에 관심을 갖게 된 또 다른 영국 의사 토마스 코건은 1767년 수중 사고로부터 생명을 보존하기 위한 협회가 설립된 것을 보고 호스의 캠페인에 합류했다. 1774년 여름, 호스와 코건은 각각 15명의 친구들을 세인트폴 교회 묘지의 챕터 커피하우스에서 열린 모임에 데려왔고, 그곳에서 그들은 응급 처치와 소생술을 위한 캠페인 그룹으로 왕립 인도주의 협회를 설립했다.
점차 왕립 인도주의 협회의 지부들이 익사 위험이 높은 항구와 해안 도시를 중심으로 국내의 다른 지역에 설립되었고, 19세기 말에 이르러서는 영국 전역에 280개 이상의 구호소가 설치되어 생명 구조 장비를 갖추게 되었다. 이러한 구호소 중 가장 초기의 것은 1794년 조지 3세가 하이드 파크 내 부지를 하사하여 건립된 서펜타인 호수 북쪽 제방의 구조 센터였다. 하이드 파크가 선택된 이유는 여름에는 수만 명의 사람들이 서펜타인 호수에서 수영을 즐겼고, 겨울에는 스케이트를 탔기 때문이었다. 수영객들을 돕기 위해 보트와 선원들이 대기했고, 겨울에는 얼음 담당자들이 런던 시내와 주변의 여러 스케이트장을 순찰했다.
이 협회는 익사자를 구조하거나 구조를 시도한 사람들에게 금전적 보상, 메달, 클래스프, 그리고 표창장을 수여했다. 더 나아가 "유독 가스로 생명을 위협할 수 있는 광산이나 우물, 용광로, 하수도에서 질식 상태의 사람을 구조하거나 구조를 시도한 모든 예외적인 용기의 사례"를 인정했다.

## 주입법

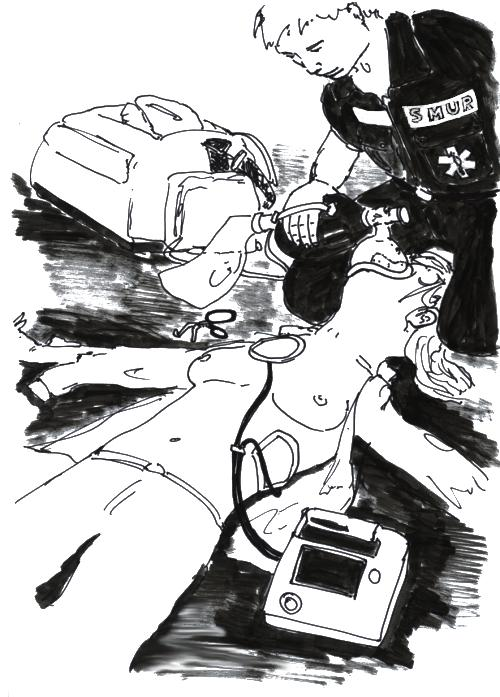
앰부 백을 사용하여 진행 중인 소생술("배깅")의 전형적인 모습.

주입법은 '구조 호흡' 또는 '인공 호흡'으로도 알려져 있으며, 기계적으로 환자의 호흡계에 공기를 강제로 주입하는 행위를 말한다. 이는 상황과 사용 가능한 장비에 따라 여러 가지 방법으로 수행될 수 있다. 모든 방법은 효과적인 시행을 위해 적절한 기도 관리가 필요하다. 이러한 방법들은 다음과 같다:
- 구강 대 구강 - 이는 구조자가 자신의 입과 환자의 입 사이에 밀봉을 형성하고 '불어넣기'를 통해 환자의 몸에 공기를 전달하는 방법이다.
- 구강 대 비강 - 일부 상황에서는 구조자가 환자의 코와 밀봉을 형성해야 하거나 원할 수 있다. 이러한 경우의 전형적인 이유로는 상악안면 부상, 수중에서의 시술 수행, 또는 구강 내 토사물 잔여물 등이 있다.
- 구강 대 안면 - 동물의 주둥이와 2세 미만의 영아에게 사용되며, 이는 입과 콧구멍 모두에 가장 효과적인 밀봉을 형성한다.
- 구강 대 마스크 - 대부분의 기관에서는 교차 감염 위험을 줄이기 위해 구조자와 환자 사이에 일종의 장벽을 사용할 것을 권장한다. 한 가지 인기 있는 유형은 '포켓 마스크'이다. 이는 백 밸브 마스크보다 더 높은 일회 호흡량을 제공할 수 있다.[9]

### 보조 장비

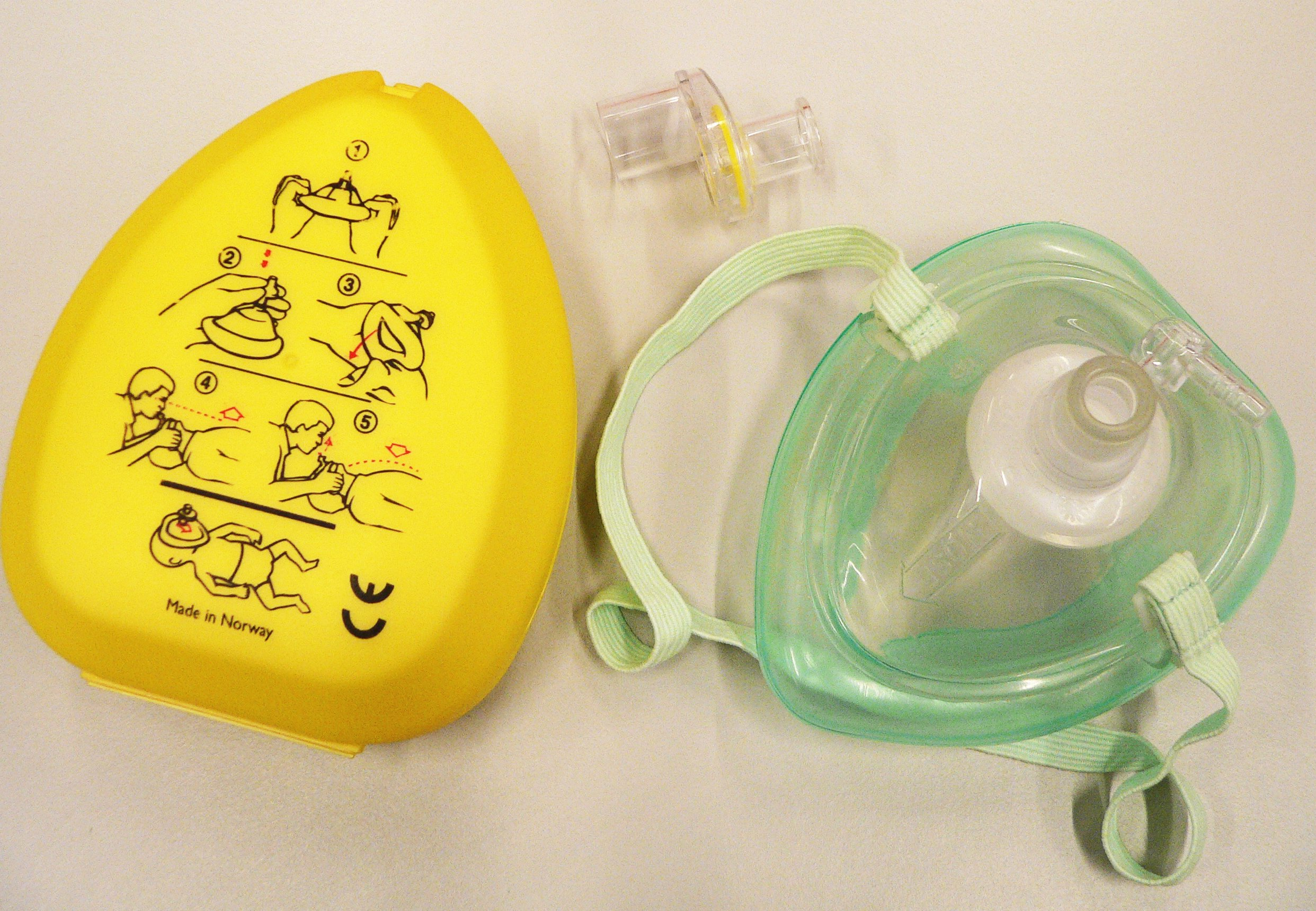
휴대용 케이스가 있는 CPR 포켓 마스크

대부분의 교육 기관은 환자와의 직접적인 접촉을 포함하는 모든 방법에서 교차 감염의 가능성을 최소화하기 위해 보호 장벽을 사용할 것을 권장한다.
사용 가능한 장벽에는 포켓 마스크와 열쇠고리 크기의 안면 보호대가 있다. 이러한 장벽은 혈액이나 기타 잠재적 감염 물질의 튀김, 분사 또는 튀어오름으로부터 얼굴을 보호하기 위한 개인 보호 장비의 예시이다.
이러한 장벽은 구조자의 공기가 환자에게 전달되는 동시에 환자로부터 나오는 물질(예: 구토물, 혈액)이 구조자에게 도달하지 못하게 하는 일방향 필터 밸브를 제공해야 한다. 많은 보조 장치들이 일회용이지만, 다회용인 경우에는 사용 후 마스크를 세척하고 고압멸균해야 하며 필터를 교체해야 한다. 마스크가 다양한 질병의 매개체 역할을 할 수 있기 때문에 교체하거나 청소하는 것이 매우 중요하다.
CPR 마스크는 구조자가 한 명뿐일 때 환자에게 인공호흡을 하는 데 선호되는 방법이다. 많은 마스크에는 18 mm(0.71인치) 흡입구가 있어 보조 산소를 지원하며, 이는 구조자의 호기에 포함된 약 17%의 산소를 40-50% 수준으로 높일 수 있다.

## 구강 대 환자 주입법의 효율성
정상적인 대기 중 공기는 흡입 시 약 21%의 산소를 포함하고 있다. 폐에서 가스 교환이 이루어진 후, 폐기물(특히 이산화탄소)이 혈류에서 폐로 이동하면, 인간이 내쉬는 공기는 일반적으로 약 17%의 산소를 포함하고 있다. 이는 인체가 흡입한 산소의 약 19%만을 사용하고, 호기에 80% 이상의 산소가 남아있음을 의미한다.
이는 환자의 폐에서 사용될 수 있는 잔여 산소가 충분히 남아 있어 혈액으로 들어갈 수 있음을 의미한다.

## 산소
인공호흡의 효율성은 산소 요법을 동시에 사용함으로써 크게 향상될 수 있다. 구강 대 구강 방식에서 환자에게 제공되는 산소량은 약 16%이다. 이를 산소 공급이 있는 포켓 마스크를 통해 수행하면 40%의 산소로 증가한다. 산소 공급과 함께 백 밸브 마스크나 기계식 인공호흡기를 사용하면 이는 99%의 산소로 증가한다. 산소 농도가 높을수록 폐에서의 가스 교환이 더욱 효율적으로 이루어질 것이다.

## 같이 보기
- 기계적 환기 - 자발적 호흡을 보조하거나 대체하기 위해 기계 장치를 사용하는 것